# Roman Jaremčuk
Roman Olehovyč Jaremčuk (in ucraino Роман Олегович Яремчук?; Leopoli, 27 novembre 1995) è un calciatore ucraino, attaccante dell'Olympiacos e della nazionale ucraina.

## Caratteristiche tecniche
Di ruolo prima punta, può giocare anche da seconda punta e da ala (sia a destra che a sinistra) perché è agile e veloce. Bravo nel dribbling, dispone di un'ottima velocità in progressione. Forte fisicamente, abbina la bravura nella protezione della palla a un’ottima tecnica di base. Freddo in fase realizzativa, può fungere anche da regista offensivo della squadra.

## Carriera

### Club
Cresciuto nella Dinamo Kiev, nel 2016 viene ceduto in prestito all'Oleksandrija. A fine prestito torna alla Dinamo, con cui disputa alcune partite prima di venire ceduto a titolo definitivo, per 2 milioni di euro, il 16 agosto 2017, al Gent con cui si mette in mostra nelle successive quattro stagioni tanto da attirare su di sé le attenzioni di diversi top club europei.
Il 31 luglio 2021 viene ceduto per 17 milioni di euro al Benfica con cui firma un contratto quinquennale.
Il 29 agosto 2022 fa ritorno in Belgio firmando un contratto quadriennale con il Club Bruges.
Il 1º settembre 2023 viene ceduto in prestito al Valencia.

### Nazionale
Il 6 settembre 2018 esordisce in nazionale nel successo per 1-2 in casa della Rep. Ceca in Nations League.
Il 7 giugno 2019 realizza la sua prima rete in nazionale maggiore nel successo per 5-0 contro la Serbia nelle Qualificazioni a Euro 2020.
Viene convocato per Euro 2020, in cui va a segno ai gironi contro i Paesi Bassi (sconfitta 3-2) e la Macedonia del Nord (vittoria 2-1).

## Statistiche

### Presenze e reti nei club
Statistiche aggiornate al 28 febbraio 2025.
| Squadra              | Stagione             | Campionato           | Campionato | Campionato | Coppe nazionali | Coppe nazionali | Coppe nazionali | Coppe continentali | Coppe continentali | Coppe continentali | Altre coppe | Altre coppe | Altre coppe | Totale | Totale |
| Squadra              | Stagione             | Comp                 | Pres       | Reti       | Comp            | Pres            | Reti            | Comp               | Pres               | Reti               | Comp        | Pres        | Reti        | Pres   | Reti   |
| -------------------- | -------------------- | -------------------- | ---------- | ---------- | --------------- | --------------- | --------------- | ------------------ | ------------------ | ------------------ | ----------- | ----------- | ----------- | ------ | ------ |
| 2013-2014            | Dinamo-2 Kiev        | 1L                   | 19         | 3          | -               | -               | -               | -                  | -                  | -                  | -           | -           | -           | 19     | 3      |
| 2014-2015            | Dinamo-2 Kiev        | 1L                   | 23         | 4          | -               | -               | -               | -                  | -                  | -                  | -           | -           | -           | 23     | 4      |
| Totale Dinamo-2 Kiev | Totale Dinamo-2 Kiev | Totale Dinamo-2 Kiev | 42         | 7          |                 | -               | -               |                    | -                  | -                  |             | -           | -           | 42     | 7      |
| 2015-2016            | Dinamo Kiev          | PL                   | 0          | 0          | KU              | 1               | 0               | UCL                | 0                  | 0                  | SU          | 0           | 0           | 1      | 0      |
| 2016-gen. 2017       | Oleksandrija         | PL                   | 14         | 5          | KU              | 1               | 1               | UEL                | 2                  | 0                  | -           | -           | -           | 17     | 6      |
| gen.-giu. 2017       | Dinamo Kiev          | PL                   | 9          | 0          | KU              | 1               | 0               | UCL                | -                  | -                  | SU          | -           | -           | 10     | 0      |
| Totale Dinamo Kiev   | Totale Dinamo Kiev   | Totale Dinamo Kiev   | 9          | 0          |                 | 2               | 0               |                    | 0                  | 0                  |             | 0           | 0           | 11     | 0      |
| 2017-2018            | Gent                 | D1                   | 23+9       | 9          | CB              | 2               | 0               | UEL                | 0                  | 0                  | -           | -           | -           | 34     | 9      |
| 2018-2019            | Gent                 | D1                   | 28+9       | 8          | CB              | 4               | 3               | UEL                | 4                  | 1                  | -           | -           | -           | 45     | 12     |
| 2019-2020            | Gent                 | D1                   | 18         | 10         | CB              | 1               | 0               | UEL                | 11                 | 7                  | -           | -           | -           | 30     | 17     |
| 2020-2021            | Gent                 | D1                   | 28+6       | 17+3       | CB              | 2               | 1               | UCL+UEL            | 2+5                | 1+1                | -           | -           | -           | 43     | 23     |
| Totale Gent          | Totale Gent          | Totale Gent          | 121        | 47         |                 | 9               | 4               |                    | 22                 | 10                 |             | -           | -           | 152    | 61     |
| 2021-2022            | Benfica              | PL                   | 23         | 6          | CP+CdL          | 2+4             | 0               | UCL                | 13                 | 3                  | -           | -           | -           | 42     | 9      |
| ago. 2022            | Benfica              | PL                   | 2          | 0          | CP+CdL          | 0               | 0               | UCL                | 3                  | 0                  | -           | -           | -           | 5      | 0      |
| Totale Benfica       | Totale Benfica       | Totale Benfica       | 25         | 6          |                 | 6               | 0               |                    | 16                 | 3                  |             | -           | -           | 47     | 9      |
| ago. 2022-2023       | Club Bruges          | D1                   | 22+1       | 2          | CB              | 0               | 0               | UCL                | 4                  | 0                  | -           | -           | -           | 27     | 2      |
| ago.-set. 2023       | Club Bruges          | D1                   | 3          | 0          | CB              | 0               | 0               | UECL               | 2                  | 4                  | -           | -           | -           | 5      | 4      |
| Totale Club Bruges   | Totale Club Bruges   | Totale Club Bruges   | 26         | 2          |                 | 0               | 0               |                    | 6                  | 4                  |             | 0           | 0           | 32     | 6      |
| set. 2023-2024       | Valencia             | PD                   | 25         | 3          | CR              | 4               | 1               | -                  | -                  | -                  | -           | -           | -           | 29     | 4      |
| 2024-2025            | Olympiacos           | SL                   | 17         | 1          | CG              | 2               | 3               | UEL                | 7                  | 2                  | -           | -           | -           | 26     | 6      |
| Totale carriera      | Totale carriera      | Totale carriera      | 279        | 71         |                 | 24              | 9               |                    | 53                 | 19                 |             | 0           | 0           | 356    | 99     |

### Cronologia presenze e reti in nazionale
| Cronologia completa delle presenze e delle reti in nazionale ― Ucraina | Cronologia completa delle presenze e delle reti in nazionale ― Ucraina | Cronologia completa delle presenze e delle reti in nazionale ― Ucraina | Cronologia completa delle presenze e delle reti in nazionale ― Ucraina | Cronologia completa delle presenze e delle reti in nazionale ― Ucraina | Cronologia completa delle presenze e delle reti in nazionale ― Ucraina | Cronologia completa delle presenze e delle reti in nazionale ― Ucraina | Cronologia completa delle presenze e delle reti in nazionale ― Ucraina |
| Data                                                                   | Città                                                                  | In casa                                                                | Risultato                                                              | Ospiti                                                                 | Competizione                                                           | Reti                                                                   | Note                                                                   |
| ---------------------------------------------------------------------- | ---------------------------------------------------------------------- | ---------------------------------------------------------------------- | ---------------------------------------------------------------------- | ---------------------------------------------------------------------- | ---------------------------------------------------------------------- | ---------------------------------------------------------------------- | ---------------------------------------------------------------------- |
| 6-9-2018                                                               | Brno                                                                   | Rep. Ceca                                                              | 1 – 2                                                                  | Ucraina                                                                | UEFA Nations League 2018-2019 - 1º turno                               | -                                                                      | 85’                                                                    |
| 9-9-2018                                                               | Leopoli                                                                | Ucraina                                                                | 1 – 0                                                                  | Slovacchia                                                             | UEFA Nations League 2018-2019 - 1º turno                               | -                                                                      |                                                                        |
| 10-10-2018                                                             | Genova                                                                 | Italia                                                                 | 1 – 1                                                                  | Ucraina                                                                | Amichevole                                                             | -                                                                      | 76’                                                                    |
| 16-10-2018                                                             | Kiev                                                                   | Ucraina                                                                | 1 – 0                                                                  | Rep. Ceca                                                              | UEFA Nations League 2018-2019 - 1º turno                               | -                                                                      |                                                                        |
| 22-3-2019                                                              | Lisbona                                                                | Portogallo                                                             | 0 – 0                                                                  | Ucraina                                                                | Qual. Euro 2020                                                        | -                                                                      | 76’                                                                    |
| 25-3-2019                                                              | Lussemburgo                                                            | Lussemburgo                                                            | 1 – 2                                                                  | Ucraina                                                                | Qual. Euro 2020                                                        | -                                                                      | 64’                                                                    |
| 7-6-2019                                                               | Leopoli                                                                | Ucraina                                                                | 5 – 0                                                                  | Serbia                                                                 | Qual. Euro 2020                                                        | 1                                                                      | 67’                                                                    |
| 10-6-2019                                                              | Leopoli                                                                | Ucraina                                                                | 1 – 0                                                                  | Lussemburgo                                                            | Qual. Euro 2020                                                        | 1                                                                      |                                                                        |
| 7-9-2019                                                               | Vilnius                                                                | Lituania                                                               | 0 – 3                                                                  | Ucraina                                                                | Qual. Euro 2020                                                        | -                                                                      | 65’                                                                    |
| 10-9-2019                                                              | Dnipro                                                                 | Ucraina                                                                | 2 – 2                                                                  | Nigeria                                                                | Amichevole                                                             | 1                                                                      | 37’                                                                    |
| 14-10-2019                                                             | Kiev                                                                   | Ucraina                                                                | 2 – 1                                                                  | Portogallo                                                             | Qual. Euro 2020                                                        | 1                                                                      | 74’                                                                    |
| 17-11-2019                                                             | Belgrado                                                               | Serbia                                                                 | 2 – 2                                                                  | Ucraina                                                                | Qual. Euro 2020                                                        | 1                                                                      |                                                                        |
| 3-9-2020                                                               | Leopoli                                                                | Ucraina                                                                | 2 – 1                                                                  | Svizzera                                                               | UEFA Nations League 2020-2021 - 1º turno                               | -                                                                      | 54’                                                                    |
| 6-9-2020                                                               | Madrid                                                                 | Spagna                                                                 | 4 – 0                                                                  | Ucraina                                                                | UEFA Nations League 2020-2021 - 1º turno                               | -                                                                      |                                                                        |
| 7-10-2020                                                              | Saint-Denis                                                            | Francia                                                                | 7 – 1                                                                  | Ucraina                                                                | Amichevole                                                             | -                                                                      | 62’                                                                    |
| 10-10-2020                                                             | Kiev                                                                   | Ucraina                                                                | 1 – 2                                                                  | Germania                                                               | UEFA Nations League 2020-2021 - 1º turno                               | -                                                                      |                                                                        |
| 13-10-2020                                                             | Kiev                                                                   | Ucraina                                                                | 1 – 0                                                                  | Spagna                                                                 | UEFA Nations League 2020-2021 - 1º turno                               | -                                                                      |                                                                        |
| 11-11-2020                                                             | Chorzów                                                                | Polonia                                                                | 2 – 0                                                                  | Ucraina                                                                | Amichevole                                                             | -                                                                      | 46’                                                                    |
| 14-11-2020                                                             | Lipsia                                                                 | Germania                                                               | 3 – 1                                                                  | Ucraina                                                                | UEFA Nations League 2020-2021 - 1º turno                               | 1                                                                      | 75’                                                                    |
| 24-3-2021                                                              | Saint-Denis                                                            | Francia                                                                | 1 – 1                                                                  | Ucraina                                                                | Qual. Mondiali 2022                                                    | -                                                                      | 73’                                                                    |
| 28-3-2021                                                              | Kiev                                                                   | Ucraina                                                                | 1 – 1                                                                  | Finlandia                                                              | Qual. Mondiali 2022                                                    | -                                                                      | 67’                                                                    |
| 31-3-2021                                                              | Kiev                                                                   | Ucraina                                                                | 1 – 1                                                                  | Kazakistan                                                             | Qual. Mondiali 2022                                                    | 1                                                                      |                                                                        |
| 3-6-2021                                                               | Dnipro                                                                 | Ucraina                                                                | 1 – 0                                                                  | Irlanda del Nord                                                       | Amichevole                                                             | -                                                                      | 45’                                                                    |
| 7-6-2021                                                               | Charkiv                                                                | Ucraina                                                                | 4 – 0                                                                  | Cipro                                                                  | Amichevole                                                             | 1                                                                      | 67’                                                                    |
| 13-6-2021                                                              | Amsterdam                                                              | Paesi Bassi                                                            | 3 – 2                                                                  | Ucraina                                                                | Euro 2020 - 1º turno                                                   | 1                                                                      |                                                                        |
| 17-6-2021                                                              | Bucarest                                                               | Ucraina                                                                | 2 – 1                                                                  | Macedonia del Nord                                                     | Euro 2020 - 1º turno                                                   | 1                                                                      | 70’                                                                    |
| 21-6-2021                                                              | Bucarest                                                               | Ucraina                                                                | 0 – 1                                                                  | Austria                                                                | Euro 2020 - 1º turno                                                   | -                                                                      |                                                                        |
| 29-6-2021                                                              | Glasgow                                                                | Svezia                                                                 | 1 – 2 dts                                                              | Ucraina                                                                | Euro 2020 - Ottavi di finale                                           | -                                                                      | 91’                                                                    |
| 3-7-2021                                                               | Roma                                                                   | Ucraina                                                                | 0 – 4                                                                  | Inghilterra                                                            | Euro 2020 - Quarti di finale                                           | -                                                                      |                                                                        |
| 1-9-2021                                                               | Astana                                                                 | Kazakistan                                                             | 2 – 2                                                                  | Ucraina                                                                | Qual. Mondiali 2022                                                    | 1                                                                      | 58’                                                                    |
| 4-9-2021                                                               | Kiev                                                                   | Ucraina                                                                | 1 – 1                                                                  | Francia                                                                | Qual. Mondiali 2022                                                    | -                                                                      | 82’                                                                    |
| 8-9-2021                                                               | Plzeň                                                                  | Rep. Ceca                                                              | 1 – 1                                                                  | Ucraina                                                                | Amichevole                                                             | -                                                                      | 56’                                                                    |
| 9-10-2021                                                              | Helsinki                                                               | Finlandia                                                              | 1 – 2                                                                  | Ucraina                                                                | Qual. Mondiali 2022                                                    | 1                                                                      | 86’                                                                    |
| 12-10-2021                                                             | Leopoli                                                                | Ucraina                                                                | 1 – 1                                                                  | Bosnia ed Erzegovina                                                   | Qual. Mondiali 2022                                                    | -                                                                      | 72’                                                                    |
| 11-11-2021                                                             | Odessa                                                                 | Ucraina                                                                | 1 – 1                                                                  | Bulgaria                                                               | Amichevole                                                             | -                                                                      | 46’                                                                    |
| 16-11-2021                                                             | Zenica                                                                 | Bosnia ed Erzegovina                                                   | 0 – 2                                                                  | Ucraina                                                                | Qual. Mondiali 2022                                                    | -                                                                      | 75’                                                                    |
| 1-6-2022                                                               | Glasgow                                                                | Scozia                                                                 | 1 – 3                                                                  | Ucraina                                                                | Qual. Mondiali 2022                                                    | 1                                                                      | 5’ 78’                                                                 |
| 5-6-2022                                                               | Cardiff                                                                | Galles                                                                 | 1 – 0                                                                  | Ucraina                                                                | Qual. Mondiali 2022                                                    | -                                                                      | 77’                                                                    |
| 11-6-2022                                                              | Łódź                                                                   | Ucraina                                                                | 3 – 0                                                                  | Armenia                                                                | UEFA Nations League 2022-2023 - 1º turno                               | -                                                                      | 73’                                                                    |
| 21-9-2022                                                              | Glasgow                                                                | Scozia                                                                 | 3 – 0                                                                  | Ucraina                                                                | UEFA Nations League 2022-2023 - 1º turno                               | -                                                                      | 67’ 71’                                                                |
| 24-9-2022                                                              | Erevan                                                                 | Armenia                                                                | 0 – 5                                                                  | Ucraina                                                                | UEFA Nations League 2022-2023 - 1º turno                               | -                                                                      | 67’                                                                    |
| 27-9-2022                                                              | Cracovia                                                               | Ucraina                                                                | 0 – 0                                                                  | Scozia                                                                 | UEFA Nations League 2022-2023 - 1º turno                               | -                                                                      | 75’                                                                    |
| 26-3-2023                                                              | Londra                                                                 | Inghilterra                                                            | 2 – 0                                                                  | Ucraina                                                                | Qual. Euro 2024                                                        | -                                                                      | 74’                                                                    |
| 9-9-2023                                                               | Breslavia                                                              | Ucraina                                                                | 1 – 1                                                                  | Inghilterra                                                            | Qual. Euro 2024                                                        | -                                                                      | 42’ 65’                                                                |
| 12-9-2023                                                              | Milano                                                                 | Italia                                                                 | 2 – 1                                                                  | Ucraina                                                                | Qual. Euro 2024                                                        | -                                                                      | 58’                                                                    |
| 14-10-2023                                                             | Praga                                                                  | Ucraina                                                                | 2 – 0                                                                  | Macedonia del Nord                                                     | Qual. Euro 2024                                                        | -                                                                      | 76’                                                                    |
| 21-3-2024                                                              | Zenica                                                                 | Bosnia ed Erzegovina                                                   | 1 – 2                                                                  | Ucraina                                                                | Qual. Euro 2024                                                        | 1                                                                      | 81’ 90+1’                                                              |
| 26-3-2024                                                              | Breslavia                                                              | Ucraina                                                                | 2 – 1                                                                  | Islanda                                                                | Qual. Euro 2024                                                        | -                                                                      | 72’                                                                    |
| 3-6-2024                                                               | Norimberga                                                             | Germania                                                               | 0 – 0                                                                  | Ucraina                                                                | Amichevole                                                             | -                                                                      | 73’                                                                    |
| 11-6-2024                                                              | Chișinău                                                               | Moldavia                                                               | 0 – 4                                                                  | Ucraina                                                                | Amichevole                                                             | 1                                                                      | 46’                                                                    |
| 17-6-2024                                                              | Monaco di Baviera                                                      | Romania                                                                | 3 – 0                                                                  | Ucraina                                                                | Euro 2024 - 1º turno                                                   | -                                                                      | 62’                                                                    |
| 21-6-2024                                                              | Düsseldorf                                                             | Slovacchia                                                             | 1 – 2                                                                  | Ucraina                                                                | Euro 2024 - 1º turno                                                   | 1                                                                      | 67’ 84’                                                                |
| 26-6-2024                                                              | Stoccarda                                                              | Ucraina                                                                | 0 – 0                                                                  | Belgio                                                                 | Euro 2024 - 1º turno                                                   | -                                                                      | 70’                                                                    |
| 7-9-2024                                                               | Praga                                                                  | Ucraina                                                                | 1 – 2                                                                  | Albania                                                                | UEFA Nations League 2024-2025 - 1º turno                               | -                                                                      |                                                                        |
| 10-9-2024                                                              | Praga                                                                  | Rep. Ceca                                                              | 3 – 2                                                                  | Ucraina                                                                | UEFA Nations League 2024-2025 - 1º turno                               | -                                                                      | 79’ 81’                                                                |
| 11-10-2024                                                             | Poznań                                                                 | Ucraina                                                                | 1 – 0                                                                  | Georgia                                                                | UEFA Nations League 2024-2025 - 1º turno                               | -                                                                      | 75’                                                                    |
| 14-10-2024                                                             | Breslavia                                                              | Ucraina                                                                | 1 – 1                                                                  | Rep. Ceca                                                              | UEFA Nations League 2024-2025 - 1º turno                               | -                                                                      | 81’                                                                    |
| 16-11-2024                                                             | Batumi                                                                 | Georgia                                                                | 1 – 1                                                                  | Ucraina                                                                | UEFA Nations League 2024-2025 - 1º turno                               | -                                                                      | 80’                                                                    |
| 19-11-2024                                                             | Tirana                                                                 | Albania                                                                | 1 – 2                                                                  | Ucraina                                                                | UEFA Nations League 2024-2025 - 1º turno                               | 1                                                                      | 76’                                                                    |
| 20-3-2025                                                              | Murcia                                                                 | Ucraina                                                                | 3 – 1                                                                  | Belgio                                                                 | UEFA Nations League 2024-2025 - Play-off                               | -                                                                      | 63’                                                                    |
| 23-3-2025                                                              | Genk                                                                   | Belgio                                                                 | 3 – 0                                                                  | Ucraina                                                                | UEFA Nations League 2024-2025 - Play-off                               | -                                                                      | 89’                                                                    |
| 7-6-2025                                                               | Toronto                                                                | Canada                                                                 | 4 – 2                                                                  | Ucraina                                                                | Amichevole                                                             | -                                                                      | 66’                                                                    |
| 10-6-2025                                                              | Toronto                                                                | Nuova Zelanda                                                          | 1 – 2                                                                  | Ucraina                                                                | Amichevole                                                             | -                                                                      | 66’ 90+4’                                                              |
| Totale                                                                 |                                                                        | Presenze                                                               | 63                                                                     |                                                                        | Reti (4º posto)                                                        | 17                                                                     |                                                                        |

## Palmarès

### Club

#### Competizioni nazionali
- Campionato greco: 1

Olympiakos: 2024-2025